# Genética de los microorganismos
En lo que respecta a la genética de los microorganismos (o la genética microbiana) hay que tener en cuenta que una de las características de ésta es el hecho de que los microorganismos se pueden estudiar de un modo fácil y rápido, esto se debe a que su distribución es generalmente muy amplia, su tamaño es microscópico, su ciclo vital es relativamente corto y muy simple en comparación con el de organismos más desarrollados y tienden tanto a vivir formando colonias como a generar una abundante descendencia. En lo que respecta a la genética, hay que destacar que un ciclo de vida simple asociado a una gran descendencia favorece el análisis génico del ADN de estos organismos, o lo que es lo mismo, gracias a esto podemos llevar a cabo un estudio detallado sobre mutaciones, expresión génica, variabilidad genotípica y fenotípica, etc.
Los microorganismos comprenden formas de vida procariotas (bacterias principalmente), formas eucariotas (como algas, hongos y protozoos) y hasta otro tipo de organismos, los virus. En común todos estos microorganismos tienen en común las características detalladas en el párrafo anterior, pero además cada una de ella presenta ciertas características únicas.

## Hongos
Los hongos microscópicos pertenecen en su mayoría al grupo de las levaduras (unicelulares) y al grupo de los mohos (pluricelulares), pero a su vez, existen hongos pertenecientes al Reino Fungi y otros al Reino Protozoo. Dentro de su ciclo vital cabe destacar que presentan actividad saprofítica, la cual les permite nutrirse. Principalmente nos centraremos en los Ascomicetos, que presentan una gran riqueza metabólica (no tanta como las bacterias), en común con las bacterias los hongos destinan la misma cantidad de genes a los procesos metabólicos, difiriendo en la cantidad de genes que se destinen a ciertas funciones específicas. En las levaduras el principal proceso metabólico que llevan a cabo es la fermentación, transformando azúcares en etanol (que para estos hongos es muy importante y les aventaja frente a otros microbios) por metabolismo oxidativo (dentro de este se incluyen la glucólisis y el ciclo de Krebs).[cita requerida]
En lo que respecta a su genoma, tiene cromosomas lineales (típico de eucariotas), el tamaño del genoma en la fase haploide es el mismo, a diferencia de los eucariotas superiores, las estructuras que se utilizan para el procesamiento del ADN son demasiado grandes para ser usadas en un hongo microbio, luego los centrómeros (favorecen la replicación), los telómeros (cortan secuencias) y los orígenes de replicación (alterando este se puede llevar a cabo una mayor productividad en el metabolismo) cobran una importancia vital, actúan sobra la cara cis.
Los hongos microscópicos se dividen generalmente por gemación o por fisión, no suelen producirse cambios relevantes entre generaciones (salvo mutaciones), pueden llevarse a cabo una recombinación genética si se lleva a cabo una transferencia de ADN de individuos de sexo contrario, este proceso de reproducción sexual consta de la asociación de ciclos celulares si hay proximidad entre organismos, se sincronizan y forman un cigoto diploide que por mitosis dará varios individuos diploides.[cita requerida]

## Algas
Estas presentan individuos pertenecientes a procariotas y a eucariotas, en ambos se demuestra que son autótrofos fotosintéticos, luego viven principalmente de la fotosíntesis, algunas son capaces de fijar el nitrógeno atmosférico. Están asociadas a medios de gran humedad, se reproducen de forma asexual por bipartición (lo que impide la recombinación genética) pero si las condiciones ambientales son inadecuadas para la supervivencia, son capaces de llevar a cabo la reproducción sexual, presentan alternancia de generaciones (puede ser isomorfa o heteromorfa) pero en algas microscópicas no suelen producirse fenómenos de reproducción sexual. El estudio de la genética de las algas está principalmente destinado a la producción de biocombustibles dado que las algas son unos excelentes productores primarios.[cita requerida]

## Virus
Los virus están compuestos principalmente de material genético, lo que indica que no presentan estructuras para nutrirse ni relacionarse, está muy discutida su designación como seres vivos, esto se debe a que su capacidad reproductiva es muy avanzada y además tienen la capacidad de evolucionar, dependen de un hospedador para así incluir su material genético en el material genético de su hospedador y que éste lo produzca, su ciclo de vida es el de un parásito, dado que toma beneficios sin dar nada a cambio, provoca graves daños a las células y acaba destruyéndolas (generalmente), como la célula a la que parasita está obligada únicamente a la síntesis de material genético (ADN o ARN), crea muchos individuos que parasitan las células o los individuos próximos al primer hospedador.[cita requerida]

## Características en común
Los microorganismos tienen un ciclo vital por lo general muy corto y bastante simple, esto, junto con su gran capacidad reproductiva, tienden a formar densas poblaciones que se asientan en una zona con abundante alimento, tienden a generar una gran descendencia que puede derivar en una masiva cantidad de muertes, ya que, cuando se agota el alimento, se reduce drásticamente el número de individuos, a nivel genético, su simplicidad estructural y su gran tasa metabólica deriva en una similitud en gran parte de la estructura del material genético de todos los microorganismos, pero presentan diferencias basándose en si los microoranismos son procariotas (una sola cadena de ADN circular y de doble hebra) o si son eucariotas (varias porciones de ADN lineal formando cromosomas). También difieren en base a su alimentación (las algas son autótrofas, los hongos son heterótrofos y los virus ni siquiera se alimentan). En lo que respecta a su modo de reproducción, salvo los virus, suelen reproducirse de forma asexual con reproducción sexual en caso de extrema necesidad[cita requerida]

## Capacidades adaptativas
Los microorganismos están generalmente adaptados a unas condiciones del medio que les rodea sumamente específicas, algunas bacterias pueden vivir en medios muy ácidos, varios hongos viven en medios con abundante etanol, ciertas algas soportan grandes presiones y los virus precisan e la desnaturalización de su material genético para ser eliminadas. Pero lo que realmente condiciona la capacidad de los microorganismos para adaptarse es su progresiva evolución, la cual se puede llevar a cabo por recombinación genética (si se ven obligados a reproducirse asexualmente), por alteración en la secuencia del ADN (a causa de factores ambientales o inducidos que alteren la síntesis del ADN),o incluso, por asociaciones simbióticas.[cita requerida]

## Mutación en microorganismos
Al igual que el resto de los seres vivos, las mutaciones que pueden sufrir los microbios son génicas, genómicas o cromosómicas. Las mutaciones condicionarán un caso de deriva genética o de selección.[cita requerida]

## Capacidad simbiótica de los microbios
Según la teoría endosimbiótica la formación de una célula eucariota tuvo lugar gracias a la simbiosis mutualista entre una bacteria aerobia y otra anaerobia, se pudieron crear así estructuras como las mitocondrias o los cloroplastos, y dieron lugar a un proceso evolutivo sorprendente. Los microorganismos son más bien conocidos por efectuar simbiosis parásita con organismos superiores (como el ser humano) que en el caso de los virus sirven como conjuntos de "fábricas" (células) que producen microorganismos a causa de que se introduce el material genético vírico en el núcleo celular. En el caso de los hongos pueden producirse asociaciones simbióticas mutualistas con ciertas algas (dando lugar a líquenes y micorrizas), pero pueden ser parásitos ("carbon del trigo"); en el caso de las algas tienen lugar principalmente asociaciones simbióticas; en bacterias hay una gran variedad de asociaciones simbióticas; en virus casi todas las simbiosis son parásitas.[cita requerida]